# Davilla lacunosa
Davilla lacunosa är en tvåhjärtbladig växtart som beskrevs av Carl Friedrich Philipp von Martius. Davilla lacunosa ingår i släktet Davilla, och familjen Dilleniaceae. Inga underarter finns listade i Catalogue of Life.